# Deandre Ayton
Deandre Edoneille Ayton Sr. (Nassau, 23 luglio 1998) è un cestista bahamense, professionista nella NBA con i Los Angeles Lakers.

## Caratteristiche tecniche
Ayton è un buon centro su entrambi i fronti. Si presta a proteggere il canestro e anche abbastanza il perimetro, cosa che lo rende ideale nel pick and roll. Nel corso degli anni, anche se tira poco da tre, è migliorato nel tiro dalla media. È un buon finalizzatore di gioco, sebbene possa offrire più aggressività.

## Carriera

### College

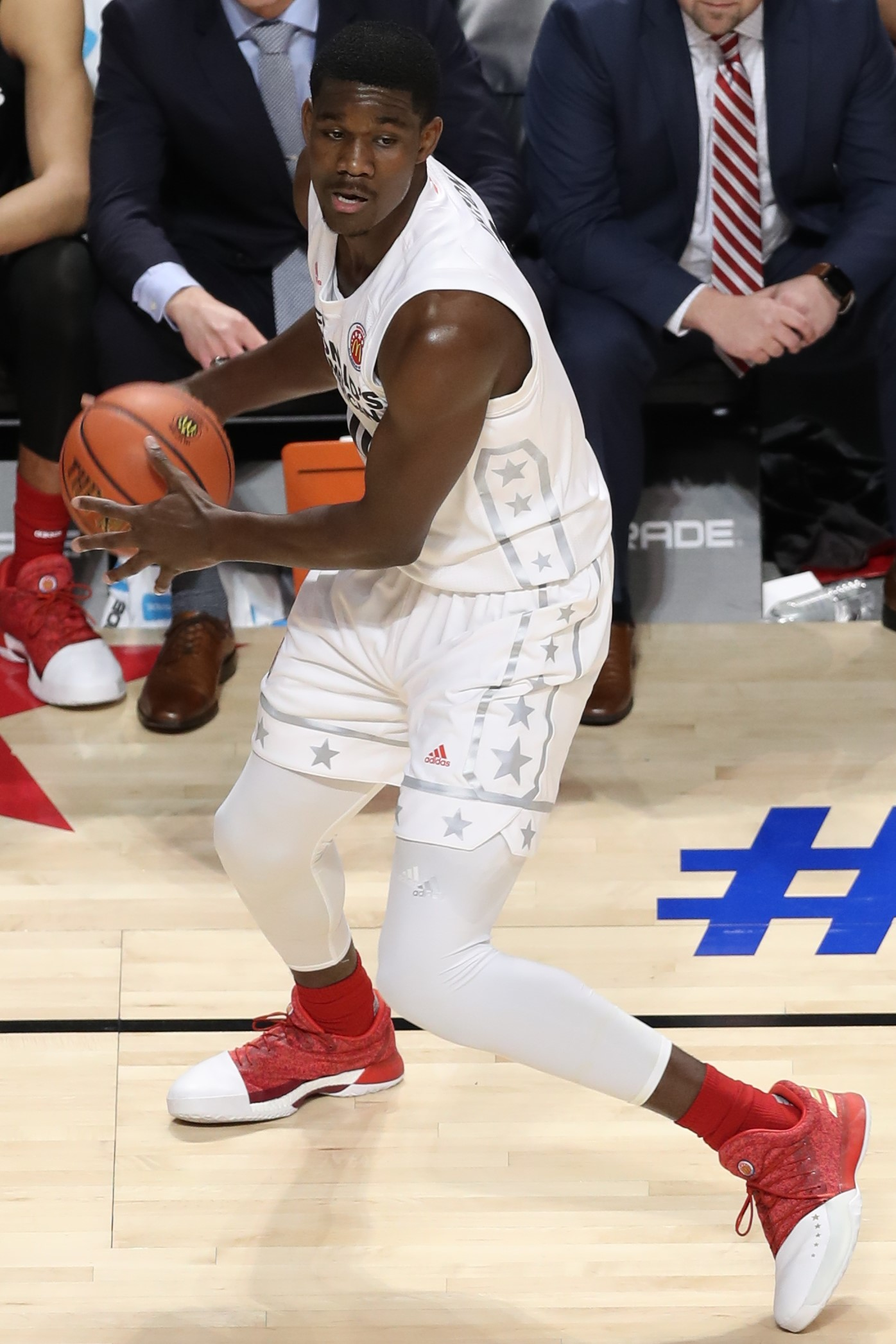
Ayton nel 2017

Dopo aver ridotto la lista di potenziali squadre a tre (Kentucky, Kansas e Arizona), Ayton sceglie proprio quest'ultima il 6 settembre 2016. Il debutto con la maglia dei Wildcats avviene il 10 novembre 2017. Ayton realizza 19 punti, 12 rimbalzi e 3 stoppate contro North Arizona, in una facile vittoria per 101-67. Il 20 gennaio 2018 mette a referto 6 stoppate, massimo nella storia di Arizona per un freshman. Nonostante eccellenti prestazioni sul campo, Ayton viene coinvolto in uno scandalo che riguarda l'università e il suo coach, Sean Miller, che avrebbe pagato direttamente al centro delle Bahamas 100.000 dollari per convincerlo a giocare con i Wildcats.
Nonostante lo scandalo, Ayton continuerà a giocare con la maglia di Arizona, senza essere punito dalla NCAA. Alla fine della regular season viene nominato Giocatore dell'Anno nella Pac-12, oltre a Freshman dell'anno della stessa conference. Ayton porterà a casa anche il Karl Malone Award per la migliore ala grande dell'anno nella NCAA e verrà nominato nel primo quintetto All-American (unico freshman insieme a Marvin Bagley III e Trae Young). Dopo la sconfitta contro Buffalo al primo turno del torneo NCAA, Ayton annuncia l'intenzione di dichiararsi per il Draft 2018.

### NBA

#### Phoenix Suns (2018-2023)
Visto da molti come il migliore e più dominante giocatore al college degli ultimi anni, Ayton viene selezionato con la prima scelta assoluta al Draft 2018 dai Phoenix Suns, la prima e unica nella storia della franchigia dell'Arizona. Ayton debutta alla Summer League, tenendo le medie di 14,5 punti e 10,5 rimbalzi in quattro partite e venendo nominato nel secondo quintetto della manifestazione. Il debutto ufficiale nella NBA avviene il 17 ottobre nella vittoria contro i Dallas Mavericks della terza scelta assoluta Luka Dončić, con Ayton autore di una doppia doppia da 18 punti e 10 rimbalzi, conditi anche da 6 assist, una stoppata e una palla rubata. Il 27 ottobre si rende protagonista di un'altra eccellente prestazione, questa volta contro i Grizzlies, realizzando 24 punti con 12/13 dal campo (secondo rookie in 40 stagioni a riuscirci, il primo fu Adam Keefe).
Nell'ottobre 2019, viene sospeso per 25 partite dopo aver violato il protocollo antidoping.

#### Portland Trail Blazers (2023 -)
Il 27 Settembre 2023, a pochi giorni dall'inizio del training camp, Ayton viene mandato ai Portland Trail Blazers in uno scambio a tre squadre che coinvolge gli stessi Blazers, i Suns e i Milwaukee Bucks. Questi ultimi acquisiscono il playmaker Damian Lillard, e mandano Jrue Holiday a Portland, mentre i Phoenix Suns ricevono da Milwaukee Grayson Allen, Nassir Little e Keon Johnson oltre a Jusuf Nurkic dai Blazers. Ai Blazers finiscono anche una scelta al primo giro del 2029 di proprietà dei Bucks e la possibilità di scambiare le scelte 2028 e 2030, sempre appartenenti ai Bucks.

## Statistiche

### NCAA
| Anno      | Squadra          | PG | PT | MP   | TC%  | 3P%  | TL%  | RP   | AP  | PRP | SP  | PP   |
| --------- | ---------------- | -- | -- | ---- | ---- | ---- | ---- | ---- | --- | --- | --- | ---- |
| 2017-2018 | Arizona Wildcats | 35 | 35 | 33,5 | 61,2 | 34,3 | 73,3 | 11,6 | 1,6 | 0,6 | 1,9 | 20,1 |
| Carriera  | Carriera         | 35 | 35 | 33,5 | 61,2 | 34,3 | 73,3 | 11,6 | 1,6 | 0,6 | 1,9 | 20,1 |

#### Massimi in carriera
- Massimo di punti: 32 (2 volte)[7]
- Massimo di rimbalzi: 20 vs California-Berkeley (3 marzo 2018)
- Massimo di assist: 5 vs Connecticut (21 dicembre 2017)
- Massimo di palle rubate: 2 (4 volte)
- Massimo di stoppate: 6 vs Stanford (20 gennaio 2018)
- Massimo di minuti giocati: 44 vs Oregon (24 febbraio 2018)

### NBA

#### Regular Season
| Anno      | Squadra             | PG  | PT  | MP   | TC%  | 3P%  | TL%  | RP   | AP  | PRP | SP  | PP   |
| --------- | ------------------- | --- | --- | ---- | ---- | ---- | ---- | ---- | --- | --- | --- | ---- |
| 2018-2019 | Phoenix Suns        | 71  | 70  | 30,7 | 58,5 | 0,0  | 74,6 | 10,3 | 1,8 | 0,9 | 0,9 | 16,3 |
| 2019-2020 | Phoenix Suns        | 38  | 32  | 32,5 | 54,6 | 23,1 | 75,3 | 11,5 | 1,9 | 0,7 | 1,5 | 18,2 |
| 2020-2021 | Phoenix Suns        | 69  | 69  | 30,7 | 62,6 | 20,0 | 76,9 | 10,5 | 1,4 | 0,6 | 1,2 | 14,4 |
| 2021-2022 | Phoenix Suns        | 58  | 58  | 29,5 | 63,4 | 36,8 | 74,6 | 10,2 | 1,4 | 0,7 | 0,7 | 17,2 |
| 2022-2023 | Phoenix Suns        | 67  | 67  | 30,4 | 58,9 | 29,2 | 76,0 | 10,0 | 1,7 | 0,6 | 0,8 | 18,0 |
| 2023-2024 | Portland T. Blazers | 55  | 55  | 32,4 | 57,0 | 10,0 | 82,3 | 11,1 | 1,6 | 1,0 | 0,8 | 16,7 |
| 2024-2025 | Portland T. Blazers | 40  | 40  | 30,2 | 56,6 | 18,8 | 66,7 | 10,2 | 1,6 | 0,8 | 1,0 | 14,4 |
| Carriera  | Carriera            | 398 | 391 | 30,8 | 59,0 | 23,0 | 75,5 | 10,5 | 1,6 | 0,7 | 1,0 | 16,4 |

#### Play-off
| Anno     | Squadra      | PG | PT | MP   | TC%  | 3P%  | TL%  | RP   | AP  | PRP | SP  | PP   |
| -------- | ------------ | -- | -- | ---- | ---- | ---- | ---- | ---- | --- | --- | --- | ---- |
| 2021     | Phoenix Suns | 22 | 22 | 36,4 | 65,8 | -    | 73,6 | 11,8 | 1,1 | 0,8 | 1,1 | 15,8 |
| 2022     | Phoenix Suns | 13 | 13 | 30,5 | 64,0 | 50,0 | 63,6 | 8,9  | 1,7 | 0,4 | 0,8 | 17,9 |
| 2023     | Phoenix Suns | 10 | 10 | 31,9 | 55,0 | -    | 52,2 | 9,7  | 1,0 | 0,6 | 0,7 | 13,4 |
| Carriera | Carriera     | 45 | 45 | 33,7 | 62,9 | 50,0 | 66,1 | 10,5 | 1,3 | 0,6 | 0,9 | 15,9 |

#### Massimi in carriera
- Massimo di punti: 35 (2 volte)[8]
- Massimo di rimbalzi: 23 vs Toronto Raptors (30 ottobre 2023)
- Massimo di assist: 8 vs Utah Jazz (18 novembre 2022)
- Massimo di palle rubate: 5 vs Detroit Pistons (1º novembre 2023)
- Massimo di stoppate: 5 (2 volte)
- Massimo di minuti giocati: 45 (2 volte)

### Cronologia presenze e punti in Nazionale
| Cronologia completa delle presenze e dei punti in Nazionale - Bahamas | Cronologia completa delle presenze e dei punti in Nazionale - Bahamas | Cronologia completa delle presenze e dei punti in Nazionale - Bahamas | Cronologia completa delle presenze e dei punti in Nazionale - Bahamas | Cronologia completa delle presenze e dei punti in Nazionale - Bahamas | Cronologia completa delle presenze e dei punti in Nazionale - Bahamas | Cronologia completa delle presenze e dei punti in Nazionale - Bahamas | Cronologia completa delle presenze e dei punti in Nazionale - Bahamas |
| Data                                                                  | Città                                                                 | In casa                                                               | Risultato                                                             | Ospiti                                                                | Competizione                                                          | Punti                                                                 | Note                                                                  |
| --------------------------------------------------------------------- | --------------------------------------------------------------------- | --------------------------------------------------------------------- | --------------------------------------------------------------------- | --------------------------------------------------------------------- | --------------------------------------------------------------------- | --------------------------------------------------------------------- | --------------------------------------------------------------------- |
| 19/06/2016                                                            | Panama                                                                | Isole Vergini Americane                                               | 82 - 74                                                               | Bahamas                                                               |                                                                       | 16                                                                    | [ 9 ] [ 10 ]                                                          |
| 20/06/2016                                                            | Panama                                                                | Bahamas                                                               | 82 - 58                                                               | Costa Rica                                                            |                                                                       | 18                                                                    | [ 11 ] [ 10 ]                                                         |
| 21/06/2016                                                            | Panama                                                                | Rep. Dominicana                                                       | 87 - 80                                                               | Bahamas                                                               |                                                                       | 6                                                                     | [ 12 ] [ 10 ]                                                         |
| 23/06/2016                                                            | Panama                                                                | Bahamas                                                               | 81 - 84                                                               | Messico                                                               |                                                                       | 24                                                                    | [ 13 ] [ 10 ]                                                         |
| 14/08/2023                                                            | Santiago del Estero                                                   | Cuba                                                                  | 68 - 109                                                              | Bahamas                                                               | Qual. Olimpiadi 2024                                                  | 22                                                                    | [ 14 ]                                                                |
| 16/08/2023                                                            | Santiago del Estero                                                   | Bahamas                                                               | 101 - 89                                                              | Argentina                                                             | Qual. Olimpiadi 2024                                                  | 22                                                                    | [ 15 ]                                                                |
| 20/08/2023                                                            | Santiago del Estero                                                   | Bahamas                                                               | 82 - 75                                                               | Argentina                                                             | Qual. Olimpiadi 2024                                                  | 10                                                                    | [ 16 ]                                                                |
| Totale                                                                |                                                                       | Presenze                                                              | 7                                                                     |                                                                       | Punti                                                                 | 118                                                                   |                                                                       |

## Palmarès

### College
- Karl Malone Award (2018)
- All Pac-12 tournament team (2018)
- Pac-12 Tournament Most Outstanding Player (2018)
- NBC Sports First Team All-American (2018)
- AP Pac-12 Player of the Year (2018)
- AP Pac-12 Newcomer of the Year (2018)
- AP Pac-12 First Team All-American (2018)
- USA Today First Team All-American (2018)
- Sporting News First Team All-American (2018)
- Pac-12 Player of the Year (2018)
- Pac-12 Freshman Player of the Year (2018)
- All Pac-12 First team (2018)
- All Pac-12 Freshman team (2018)
- All Pac-12 Defensive team (2018)
- USBWA District IX Player of the Year (2018)
- USBWA District IX All-District team (2018)
- USBWA First Team All-American (2018)
- NABC First Team All-American (2018)
- NABC District 20 First team (2018)
- AP First Team All-American (2018)

### NBA
- All-Summer League Second Team (2018)
- NBA All-Rookie First Team (2019)